# Геологія Гватемали
Геологія і природа Гватемали
На території Ґватемали виділяються три фізико-географічних області: низовина тихоокеанського узбережжя, нагір'я південної і центральної частини країни і рівнина Петен на півночі. Нагір'я займає більшу половину території країни і продовжується на північний захід, в межі Мексики, і на південний схід, на територію Сальвадору і Гондурасу. Висота поверхні над рівнем моря переважно становить 1000—2400 м, з окремими вулканічними піками висотою понад 3700 м. Північну частину нагір'я утворюють складчасто-брилові масиви висотою до 4000 м, розділені глибокими тектонічними западинами. В останніх розташовані долини річок та озера.
У геологічному відношенні нагір'я відповідає виходам древніх кристалічних порід, які створюють хребти широтного простягання з гострими гребенями і крутими схилами; вони розчленовані глибоко розрізаними річковими долинами, що відкриваються на схід у бік Карибського моря. На південному заході нагір'я, відділяючи його від прибережної низовини, підноситься хребет Сьєрра-Мадре, на древню основу якого накладені численні конуси молодих вулканів, включаючи найвищу гору Центральної Америки — діючий вулкан Тахумулько (4217 м), вулкан Акатенанго (вис. 3975 м) та ін. Кристалічні породи тут перекриті могутнім чохлом лав і вулканічних попелів.
Серед вулканів поселилися западини неправильної форми, в одній з яких знаходиться оз. Атітлан. Зі схилу нагір'я, зверненого на південний захід, стікають короткі бурхливі річки, які впадають в Тихий океан, але велика частина гірської області дренується річками Карибського моря: Сарстун і Мотагуа, а також притоками р. Полочик, яка впадає в озеро Ісабаль, сполученої широкою судноплавною протокою з бухтою Аматіке Карибського моря.
Північ території Ґватемали займає рівнина Петен (абсолютні висоти 150—210 м), складена вапняками. Її поверхня поцяткована типово карстовими формами — округлими лійками і проваллями.
Часті землетруси.